# David Beckham Elkathchoongo
David Beckham Elkathchoongo (ur. 20 września 2003) – indyjski kolarz torowy.
Pochodzący z terytorium Andamanów i Nikobarów Elkathchoongo początkowo trenował piłkę nożną, występując między innymi w Subroto Cup. Kolarstwo zaczął uprawiać w 2017 za namową swojego pradziadka, a pierwsze sukcesy na arenie krajowej osiągnął w 2020, zdobywając kilka złotych medali indyjskich igrzysk młodzieży. W 2022 zdobył brązowy medal mistrzostw Azji w kolarstwie torowym w sprincie drużynowym (w składzie indyjskiego zespołu znaleźli się też Ronaldo Laitonjam i Yanglem Rojit Singh). W tym samym roku zadebiutował także w zawodach Pucharu Świata w kolarstwie torowym i wystąpił na igrzyskach Wspólnoty Narodów.
Elkathchoongo jest wielokrotnym medalistą mistrzostw Indii w kolarstwie torowym, ustanawiał również rekordy kraju w kategorii juniorów.
Elkathchoongo otrzymał imię na cześć Davida Beckhama za sprawą swojego ojca, który był fanem Anglika, a sam profesjonalnie uprawiał uliczną odmianę piłki nożnej. Elkathchoongo od 11. roku życia jest sierotą i mieszka z dziadkiem, po tym jak jego ojciec zginął w wyniku tsunami w 2004, a matka 10 lat później za sprawą infekcji.

## Osiągnięcia
Opracowano na podstawie:
2022
- 3. miejsce w mistrzostwach Azji (sprint drużynowy)